# Альпиния желтоплодная

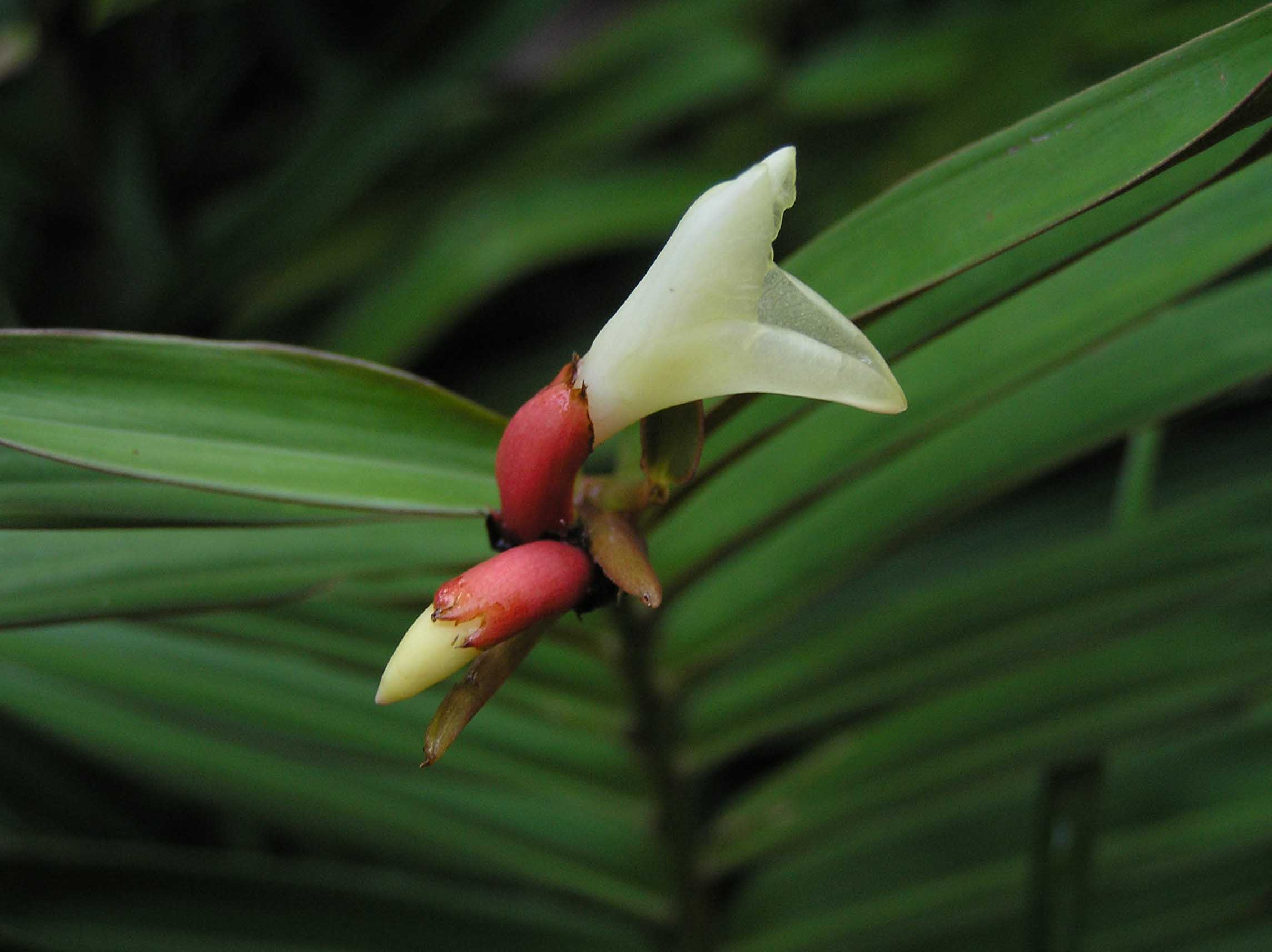
Альпиния желтоплодная в ботаническом саду Сингапура

Альпиния желтоплодная (лат. Alpinia luteocarpa) — вид многолетних травянистых растений рода Альпиния семейства Имбирные (Zingiberaceae), естественная область произрастания находится на Филиппинах.
В англоязычной литературе и у любителей растение известно под названием «Bamboo ginger». Впервые растение было описано в крупном исследовании флоры Филиппин Leaflets of Philippine Botany под редакцией американского ботаника Адольфа Элмера в 1939 году. Однако на сегодняшний день статус этого вида окончательно не выяснен.
Образует группы стеблей 1,2—1,5 м высотой. Листья оливково-зелёные, ланцетовидные, в основании округлые, на конце длиннозаостренные, красновато-пурпурные снизу, сидячие, расположены густо, почти супротивно. Ароматные цветки с красными чашелистиками и белыми плотными лепестками.
Вид близкий виду Alpinia galanga, находит похожее применение.
Корневища и подземные побеги имеют сладкий острый вкус, могут использоваться как пряность в тайской и вьетнамской кухне. Может использоваться для ароматизации спиртных напитков.